# Cultural & Museum Centre Karonga

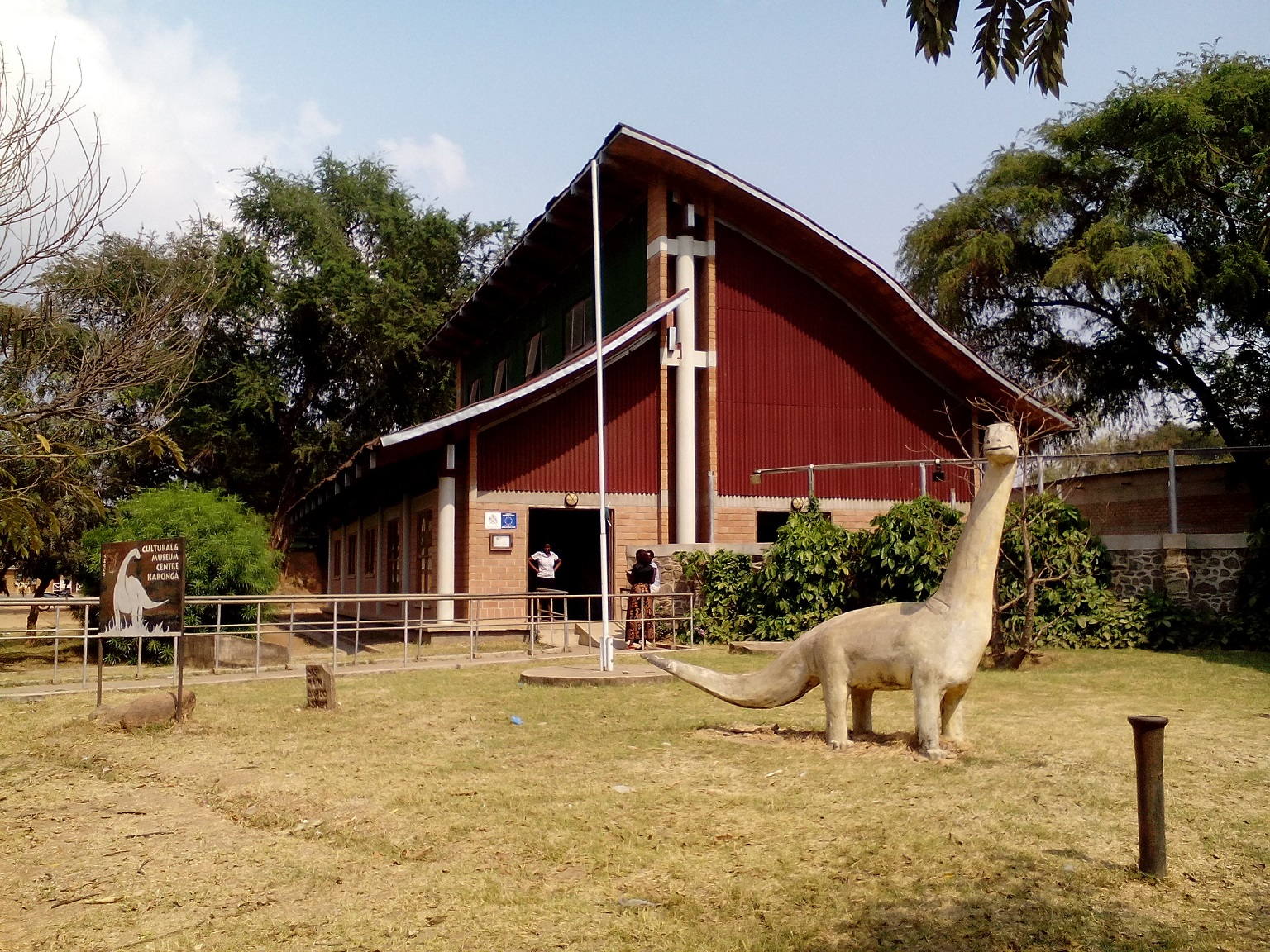
Eines der beiden Hauptgebäude des Cultural & Museum Centre Karonga im September 2014

Das Cultural & Museum Centre Karonga (CMCK) als Kombination aus Kulturzentrum und Naturkundemuseum ist eine Bildungseinrichtung in der nordmalawischen Stadt Karonga am westlichen Ufer des Malawisees. Seit ihrer Eröffnung im Jahr 2004 verfolgt sie das Ziel, das natürliche und kulturelle Erbe der Region zu erhalten, zu fördern und zu bewerben. Der Schwerpunkt der Ausstellung liegt dabei auf paläontologischen und paläoanthropologischen Funden und bietet einen Einblick in die Stammesgeschichte des Menschen. Gleichzeitig ist das Zentrum auch ein Ort der Begegnung für die lokale Bevölkerung, Ausgangspunkt für Forschungsprojekte und Station für die universitäre Ausbildung.
Als Träger fungieren die malawisch-deutsche Nichtregierungsorganisation Uraha Foundation sowie das malawische Ministerium für Jugend, Kultur und Sport. Wissenschaftliche Hauptpartner sind die Johann Wolfgang Goethe-Universität und das Senckenberg Forschungsinstitut in Frankfurt am Main, das Hessische Landesmuseum Darmstadt, die National Museums of Kenya sowie die New York University.

## Beschreibung

### Geschichte
Die Idee für das Museum geht zurück auf die drei einheimischen Anwohner Oliver Mwenifumbo, Lawrence Mwamlima und Archibald Mwakasungula sowie auf europäische, größtenteils deutsche Wissenschaftler – insbesondere auf das Engagement des Paläoanthropologen Friedemann Schrenk vom Senckenberg-Forschungsinstitut in Frankfurt am Main. Er reiste seit den 1980er Jahren regelmäßig für Forschungen in den Karonga-Distrikt und erklärte, die Region sei ihm zu einer zweiten Heimat geworden. In Uraha stieß er 1991 auf den 2,5 Millionen Jahre alten Unterkiefer UR 501 des Hominiden Homo rudolfensis. Dabei handelt es sich um einen der frühesten entdeckten Belege für die Existenz der Gattung Homo.
Schrenk und auch andere westliche Wissenschaftler profitierten bei ihrer Feldforschung in der Region immens von den Orts- und Sprachkenntnissen der Einheimischen sowie von der Arbeit der malawischen Grabungshelfer. Er gab an, den „gastfreundlichen, hilfsbereiten Bewohnern in der strukturschwachen, dünn besiedelten Region“ etwas zurückgeben zu wollen. Sie sollten „an den Schätzen, die ihr Boden hergab, teilhaben“, sodass das „Wissen um die Bedeutung ihrer Heimat als Wiege der Menschheit und als Ort noch weit früheren Lebens auf der Erde“ ihnen nicht verborgen bleibt. Darüber hinaus betonte Schrenk, dass die Bevölkerung in Karonga zwar arm, aber für malawische Verhältnisse überdurchschnittlich gut gebildet sei. Mit der Ansiedlung des Museums und Kulturzentrums wollte man auch ein Gegengewicht zum wirtschaftlichen Zentrum des Landes im Süden setzen.
Bei der Konzeption waren die Bürger Karongas ganz bewusst von Beginn an eingebunden. Zur Finanzierung gründeten sie mit der Uraha Fondation Malawi einen privaten Trägerverein und in Deutschland entstand das Pendant Uraha Fondation Germany. Weitere Geldmittel für das Projekt kamen vom malawischen Staat, von der Europäischen Union, der Gesellschaft für Technische Zusammenarbeit, vom Deutschen Entwicklungsdienst, vom deutschen Auswärtigen Amt sowie von der deutschen Botschaft in Malawi. Insgesamt beliefen sich die Baukosten auf ungefähr 30 Millionen Malawi-Kwacha (damals knapp 343.000 Euro). Das Grundstück stellte die Stadtverwaltung Karonga kostenfrei zur Verfügung. Im Vorfeld der Eröffnung konnte die bis dahin lediglich oral tradierte Geschichte des Nyakyusa-Volks (auch Ngonde genannt) – der vorherrschenden Ethnie der Region – mittels kultureller und historischer Forschung weitgehend gesichert werden. Mit lokalen Theatergruppen wurde ein umfangreiches Aufklärungsprogramm konzipiert, das Bildungsinhalte wie Evolution, Geologie und kulturelle Geschichte spielerisch in Lehrstücken umsetzte. Mit diesen Aufführungen erreichte man in der Fläche nahezu jede Siedlung des Karonga-Distrikts.
Die Bauarbeiten begannen im Jahr 2000 und nach mehreren Verzögerungen konnten die Gebäude im April 2004 an die lokalen Partner übergeben werden. Nach dem Innenausbau wurde das Cultural & Museum Centre Karonga am 10. November 2004 durch den damaligen Staatspräsidenten Bingu wa Mutharika eröffnet. Dem Festakt wohnten 400 geladene Gäste – darunter der ehemalige deutsche Botschafter in Malawi Jürgen Hellner – sowie 4000 weitere Besucher bei.

### Architektur

Musterform eines versetzten Pultdaches oder Doppelpultdaches, wie es – allerdings geschwungen – auch am Cultural & Museum Centre Karonga zu finden ist

Das Cultural & Museum Centre Karonga besteht aus zwei ähnlich konstruierten, aber unterschiedlich dimensionierten und schräg zueinander versetzten Bauten. Für die Entwürfe zeichnete der britische Architekt Kevin M. Davies verantwortlich und orientierte sich dabei an Mustern der organischen Architektur. Markantestes Merkmal der Gebäude ist ihre geschwungene Dachform, die von den ausgegrabenen Knochen des Malawisaurus dixeyi inspiriert wurde. Die untere Hälfte der Gebäude ist aus Ziegeln aufgebaut und im Inneren verputzt, während die obere Hälfte von einer Holzkonstruktion getragen wird, auf die als Außenverkleidung Wellblech und Kunststoff montiert wurden. Dieses Material wurde gewählt, um die Wellenform zu ermöglichen. Durch die spezielle Dachform – ein sogenanntes versetztes Pultdach, auch Doppelpultdach genannt – ist ein natürlicher Lichteinfall aus größerer Höhe gewährleistet.
Es stellte sich jedoch heraus, dass das Material dem heißen Klima nicht standhalten konnte. Im Verlaufe des Jahres 2014 bildeten sich hitzebedingt Risse, durch die dann während der südhemisphärisch-sommerlichen Regenzeit Wasser ins Innere drang, das die Fossilien und andere Sammlungsstücke zu beschädigen drohte. Gegen Ende des gleichen Jahres gelang es den Museumsverantwortlichen, im Rahmen mehrerer Benefizveranstaltung Gelder für die Dachreparatur einzuwerben. Großspenden kamen dabei unter anderem von den Unternehmen Airtel Malawi, von Illovo Sugar sowie von der malawischen National Bank. Als im Frühjahr 2018 noch keine Sanierung des seit bereits vier Jahren schadhaften Daches erfolgt war, wurden Vorwürfe gegen die Museumsleitung dahingehend laut, dass sie 5,2 Millionen Malawi-Kwacha (damals etwa 6000 Euro) hinterzogen habe, die für die Dachreparatur bestimmt gewesen waren. Der Museumsdirektor Winston Mwagomba wies die Anschuldigungen entschieden zurück und beklagte, dieser Rufmord schade der Einrichtung. Als Grund für die Verzögerung nannte er, dass die Reparaturkosten auf 18 Millionen Malawi-Kwacha taxiert worden seien – wesentlich mehr, als man zunächst aufzubringen in der Lage gewesen sei. Nun habe man allerdings eine finanzielle Zusicherung seitens der Europäischen Union erhalten, sodass die Bauarbeiten im Mai 2018 beginnen sollten.

## Nutzung

### Ausstellung

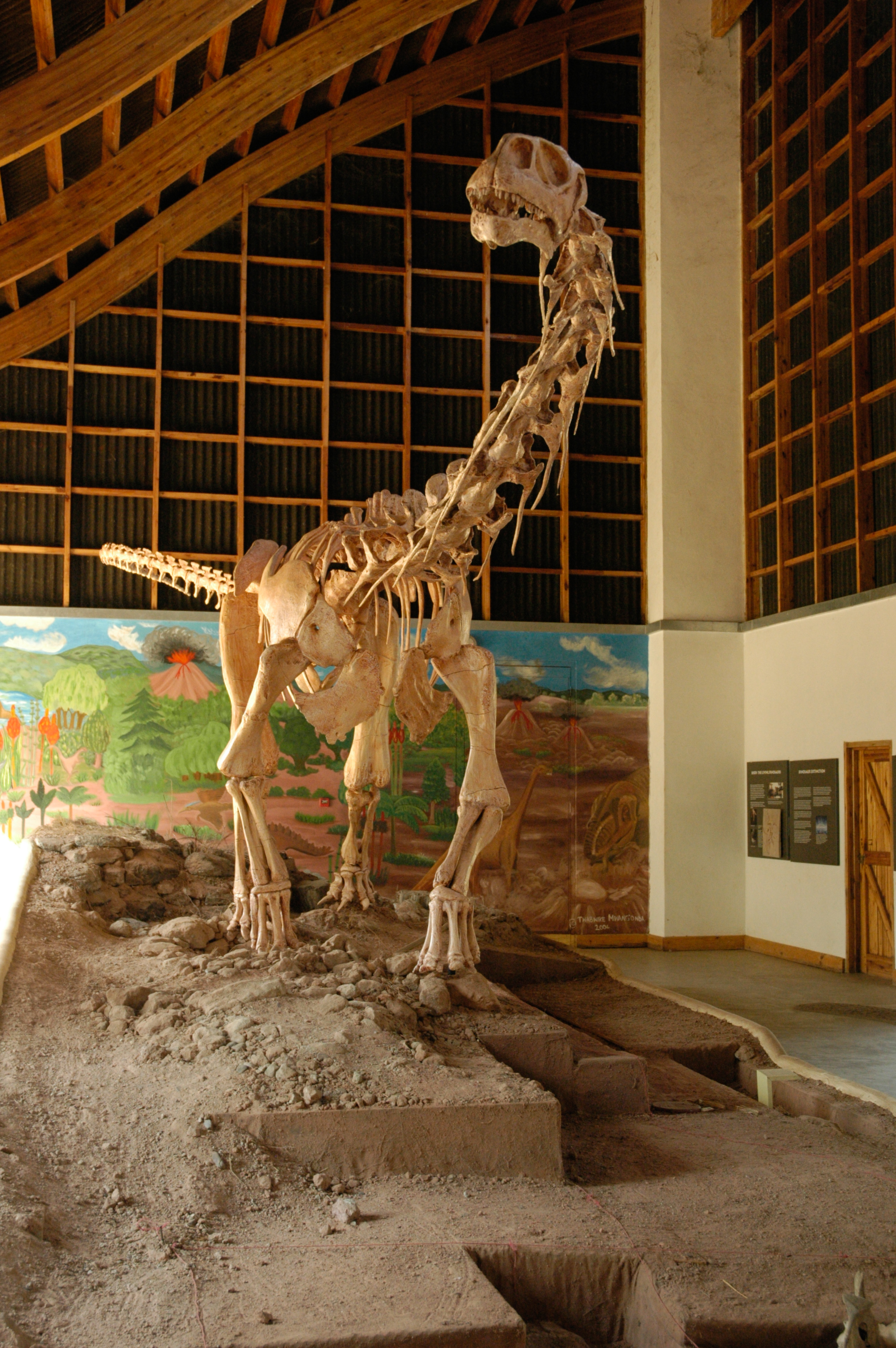
Das Skelettmodell eines Malawisaurus dixeyi ist das Kernstück der Dauerausstellung. Foto: Oktober 2006

Die Umsetzung der Ausstellung wurde im Vorfeld der Eröffnung unterstützt durch die Jubiläumsstiftung der Stadt- und Kreis-Sparkasse Darmstadt sowie die Unternehmen Egger Group (St. Johann in Tirol), Würth-Gruppe (Künzelsau), Festool (Wendlingen am Neckar) und Röhm GmbH (Darmstadt). Die Firma Mühlhäuser ermöglichte die Bereitstellung und den Transport eines Containers für Hilfsgüter. Hauptattraktion des Museums ist der etwa acht Meter lange Skelettabguss eines Malawisaurus dixeyi. Dessen Holotypus wurde um 1924 etwa 45 km südlich von Karonga gefunden und das Tier ist im Museum erstmals im Fundland zu sehen. Auch ein Abguss des Homo-rudolfensis-Unterkiefers UR 501 ist ausgestellt. Dieser sollte ursprünglich in der malawischen Hauptstadt Lilongwe präsentiert werden – erst die Intervention dreier Dorfältester bewirkte seinen Verbleib in Karonga. Lokale Dorfälteste waren angehalten, in der Zusammenstellung der Exponate zu assistieren.
In den ersten zehn Jahren nach der Eröffnung war einzig die Dauerausstellung „From Dinosaurs to democracy“ im Museum installiert. Sie bietet eine Zeitreise durch 240 Millionen Jahre lokaler Erdgeschichte von der Trias bis in die heutige Zeit: prähistorische Landschaften, Fauna, Flora, Urmenschen und ihr Leben, archäologische Funde, die Geschichte des Sklavenhandels, die britische Kolonialzeit, Malawi nach der Unabhängigkeit unter der Diktatur von Hastings Kamuzu Banda sowie die Kultur und Traditionen der regionalen Bevölkerung. Das Ausstellungskonzept wurde ehrenamtlich von Sebastian Mühlhäuser im Rahmen seines Designstudiums an der Fachhochschule Köln entwickelt. Die Malereien auf den Stellwänden gestaltete eine Künstlerin aus Karonga. Sie erläutern die Exponate bildlich, um auch Analphabeten – im Jahr 2015 betrug die Analphabetenquote in Malawi immerhin noch 34,2 Prozent – einen barrierearmen Museumsbesuch zu ermöglichen. Für den Bau der Dauerausstellung wurden 20 junge Menschen als Tischler angelernt. Mittlerweile übernehmen sie aus der Schreinerwerkstatt des Museums heraus Aufträge für die Bevölkerung von Karonga. Um den immens langen Zeitraum zu verdeutlichen, den die Dauerausstellung überspannt, wählte Mühlhäuser das Motiv einer Schlange. Bereits kleine Kinder in Malawi sind mit Schlangen vertraut und wissen, dass diese mit dem Alter immer länger werden. Statt einer komplizierten Zeittafel ließ der Designer eine Urschlange aus Stein bauen, die sich auf dem Fußboden flach durch die Ausstellung schlängelt und deren Kopf im Freien vor dem Gebäude positioniert ist. Auf den drei Metern zwischen dem Saurierskelett und dem Kieferabguss taucht die Schlange scheinbar in den Boden ab – es wird erläutert, dass ihr Körper während dieser Überbrückung bis in die Hauptstadt Lilongwe reiche. Dies soll verdeutlichen, dass sie bereits sehr alt ist.
Ab November 2014 präsentierte das Museum zwei neue Dauerausstellungen: zum einen die geologische Ausstellung „Stones telling us stories“, die von der hessischen Landesregierung finanziert wurde, und zum anderen das Multimediaprojekt „Living Legends since Independence – Malawians tell their stories“. Für dessen Konzeption zeichnete die wissenschaftliche Mitarbeiterin am Institut für Ethnologie und Afrikastudien der Johannes Gutenberg-Universität Mainz Birthe Pater verantwortlich, die sich auf die damals 50 Jahre malawischer Eigenstaatlichkeit konzentrierte. Sie hatte zahlreiche Interviews mit Zeitzeugen des Unabhängigkeitskampfes geführt, von denen viele während der anschließenden Diktatur Hastings Kamuzu Banda ins Exil hatten gehen müssen und erst 1994 nach dem unblutigen Wandel hin zu einer dezentralen Demokratie nach Malawi hatten zurückkehren können. Diese Gespräche wurden im Museum auf Bildschirmen gezeigt und behandeln Biographien der Menschen. Im Juni 2016 wurde im Museum das Skelett eines weiblichen Spitzmaulnashorns aufgestellt, das 2001 im Liwonde-Nationalpark gestorben war. Dessen Präparation übernahmen Eric Milsom, Fossilienpräparator am Hessischen Landesmuseum Darmstadt, und seine Ehefrau Bettina Henrich, zoologische Präparatorin am Naturhistorisches Museum Mainz, die beide Mitglieder der Uraha Foundation sind. Sie arbeiteten dafür eng mit heimischen Handwerkern, beispielsweise Holzschnitzern, Tischlern und Schlossern, zusammen. Die Anthropologin Jessica Thompson von der Yale University, die mehrere Jahre archäologische Feldarbeiten im Karonga-Distrikt durchführte, gestaltete im März 2022 eine neue Vitrine zum Thema Archäologie. Anhand von Funden aus Nordmalawi werden dort die unterschiedlichen Entwicklungsstufen der Steinzeit dargestellt.

### Forschung
Am Cultural & Museum Centre Karonga wurden seit dessen Eröffnung mehrere internationale und von der Volkswagenstiftung geförderte Dissertationsprojekte zu naturwissenschaftlichen Themen durchgeführt. Hinsichtlich Paläontologie und Paläoanthropologie bietet es Möglichkeiten zur permo-triassischen (Therapsiden), jurassisch-kretazischen (Dinosaurier und frühe Säugetiere) sowie zur pliozän-pleistozänen (Hominiden) Forschung. Vor Ort finden herpetologische Bestimmungskurse und Seminare zum Anlegen von Herbarien statt und es sind Räumlichkeiten zur Ausbildung von Schreinern und Präparatoren angegliedert. Durch das interdisziplinäre Training vor Ort durch Wissenschaftler des Senckenberg Forschungsinstituts sowie des Zentrums für interdisziplinäre Afrikaforschung (ZIAF) der Johann Wolfgang Goethe-Universität Frankfurt am Main kann eine personelle Infrastruktur für langfristige Kooperationen aufgebaut werden, und es ermöglicht bei vergleichsweise geringem Mitteleinsatz die Durchführung vielfältiger Forschungsprojekte. Zum ZMCK gehört mit dem Malema Camp auch eine Feldforschungsstation an der gleichnamigen Hominidenfundstelle, etwa zwölf Kilometer südwestlich von Karonga. Auch dieses Camp wird zur universitären Ausbildung (beispielsweise im Rahmen von Summer Schools und Seminaren) genutzt. Ausgrabungen und andere Feldforschungen werden von afrikanischen und nicht-afrikanischen Partnern gemeinsam realisiert.

### Vermittlung
Eine wesentliche Zielsetzung des Cultural & Museum Centre Karonga ist es, nicht nur internationale Forschungskooperationen zu ermöglichen, sondern vor allem auch der lokalen und regionalen Bevölkerung auf vielfältige Art und Weise anthropologische, historische und naturkundliche Kenntnisse näher zu bringen. Hauptanker hierfür ist das Museum selbst. Darüber hinaus existieren in der Region – unter anderem am Malema Camp – mehrere Natur- und Geschichtslehrpfade und es werden naturkundliche Exkursionen und Workshops angeboten. Ein Preisträger des Elfriede-Steinbacher-Preises für Ornithologie (verliehen von der wissenschaftlichen Fachzeitschrift Gefiederte Welt) investierte sein Preisgeld in Ferngläser und Bestimmungsliteratur, damit Jugendliche in Karonga die Grundsätze der Vogelbeobachtung lernen können.
Im Februar 2006 startete ein Projekt mit dem Unterrichtskoffer „Hominids for Schools“, der von Mitarbeitern der Abteilung für Didaktik der Biowissenschaften der Johann Wolfgang Goethe-Universität Frankfurt am Main zusammen mit Paläoanthropologen des Senckenberg Forschungsinstituts und Wissenschaftlern der Uraha Fondation entwickelt worden war. Er enthält ein Lehrerhandbuch in englischer und deutscher Sprache und viele Materialien – unter anderem Abgüsse des Homo-rudolfensis-Unterkiefers UR 501 sowie der Schädel des Nariokotome-Jungen vom Turkana-See, der der Art Homo erectus zugeordnet wird. Für jeden im deutschsprachigen Raum bestellten Koffer erhält eine Schule in Malawi oder Kenia das identische Material. Auf diese Weise soll der interkulturelle Dialog durch Schulpartnerschaften gestärkt werden, indem es Schülern in Mitteleuropa und Ostafrika ermöglicht wird, im Unterricht parallel die gleichen Themen zu behandeln.
Zwischen 2016 und 2018 kooperierte das CMCK im Rahmen des partizipativen Projektes „Museum3 – Integration durch Interaktion“ mit dem Senckenberg Naturmuseum im deutschen Frankfurt am Main sowie mit dem Museumsverbund Georgisches Nationalmuseum in der georgischen Hauptstadt Tiflis. Als Finanzierungsgrundlage hatte die Crowdfunding-Initiative „KulturMut“ der Aventis Foundation über 10.200 Euro an Spendengeldern gesammelt. Ziel des Projektes war es, mittels Videokonferenzen die Besucher der unterschiedlichen Museen zu vernetzen, sodass sie sich über Tausende von Kilometern persönlich von Angesicht zu Angesicht austauschen konnten. Diese Interaktionen wurden museumspädagogisch begleitet.

### Begegnungsstätte
Neben dem musealen Aspekt war den Förderern sowie der lokalen Bevölkerung von Anfang an auch die kulturelle Anziehungskraft des Areals wichtig. Ein angedachtes halbrundes Freilufttheater im antik-griechischen Stil für 1500 Zuschauer – beschrieben als „notwendiges Vehikel zur Darstellung und Kommunikation traditioneller Werte und Kultur“ – konnte allerdings zunächst aufgrund fehlender finanzieller Ressourcen nicht realisiert werden. Im November 2014 schließlich befand es sich im Bau. Als Treffpunkt und Begegnungsstätte für Anwohner und Besucher kann die Veranstaltungsfläche des Kulturzentrums für Musik-, Chor- und Theateraufführungen genutzt werden und ein Café gegenüber dem Museum bietet traditionelle Speisen an. Im Jahr 2015 startete darüber hinaus mit Radio Dinosaur der erste Bürgerhörfunksender Karongas.